# Уряд Афганістану
Уряд Афганістану, офіційна назва Ісламський Емірат Афганістан, є центральним урядом Афганістану, унітарної держави. Під керівництвом Талібану уряд є теократією та еміратом з політичною владою, зосередженою в руках верховного лідера та його духовних радників, які спільно називаються Лідерство. Керівництво приймає всі важливі політичні рішення за зачиненими дверима, які потім виконуються державною службою та судовою системою країни. Оскільки Афганістан є ісламською державою, управління ґрунтується на законах шаріату та пуштунвалі, які Талібан суворо дотримується через широку соціальну та культурну політику.
Протягом своєї історії Афганістан управлявся як монархія, республіка та теократія. Нинішній теократичний уряд прийшов до влади у 2021 році після перемоги талібів у двадцятирічному повстанні проти підтримуваної Заходом Ісламської Республіки після того, як сам був усунений у 2001 році.
Нинішній уряд є міжнародно невизнаним і не має чіткої конституційної основи, хоча таліби оголосили про плани у січні 2022 року створити конституційну комісію. Натомість уряд застосовує тлумачення законів шаріату. Немає розподілу повноважень, повна влада належить керівництву. Міжнародні спостерігачі критикують уряд за тоталітаризм, систематичні порушення прав людини, а також за те, що він непідзвітний, непрозорий і не стосується жінок, релігійних та етнічних меншин, а також тих, хто має незгодні погляди. З моменту приходу до влади вона зіткнулася з економічною кризою, міжнародною ізоляцією, тероризмом і повстаннями, а також низкою природних катаклізмів.

## Сили безпеки
За внутрішню та зовнішню безпеку Ісламського Емірату Афганістан відповідають відповідно Міністерство внутрішніх справ та Міністерство оборони. Головами цих двох відповідних міністерств є Мохаммед Якуб, голова комісії з військових справ у Шурі Рахбарі та син мулли Омара, і Сіраджуддін Хаккані, голова мережі Хаккані.
В даний час армія Ісламських Еміратів підрозділяється на вісім корпусів, які в основному замінюють попередні корпуси Афганської національної армії. У листопаді 2021 року мулла Якуб, виконуючий обов’язки міністра оборони, оголосив про нові назви та склад корпусу.